# Sant’Ambrogio sul Garigliano
Sant’Ambrogio sul Garigliano ist eine Gemeinde in der Provinz Frosinone in der italienischen Region Latium mit 872 Einwohnern (Stand 31. Dezember 2023). Sie liegt 142 km südöstlich von Rom und 64 km südöstlich von Frosinone.

## Geographie
Sant’Ambrogio liegt auf dem nordöstlichsten Ausläufer der Monti Aurunci über dem Garigliano, dem Grenzfluss zu Kampanien.
Die Nachbarorte sind Rocca d’Evandro (CE), Sant’Andrea del Garigliano und Sant’Apollinare.

## Bevölkerungsentwicklung
| Jahr      | 1861 | 1881 | 1901 | 1921 | 1936 | 1951 | 1971 | 1991 | 2001 |
| Einwohner | 1217 | 1157 | 1245 | 1492 | 1458 | 1311 | 981  | 1025 | 984  |

Quelle: ISTAT

## Politik
Sergio Messore (Lista Civica: Patto Per S. Ambrogio) wurde am 26. Mai 2019 zum Bürgermeister gewählt.